# ترومپت
ترومپت (به فرانسوی: trompette، به انگلیسی: trumpet) از سازهای بادی برنجی است که در محدودهٔ سوپرانو، زیرترین صدا را در بین سازهای بادی برنجی می‌تواند تولید کند. ترومپت از دستهٔ سازهای انتقالی است.
ترومپت از نظر ظاهر بسیار شبیه به کورنت است. فرق آن با کورنت در لولهٔ آن است که در بیشترِ طولِ خود، قطری یکسان دارد.
ترومپت در انواع موسیقی‌ها، مانند موسیقی کلاسیک، موسیقی جاز، و موسیقی پاپ به‌کار می‌رود.

## ساختمان
لوله ترومپت به صورت مخروطی ویژه‌است که به دهانه‌ای ناقوسی منتهی می‌شود لوله این ساز تا سده ۱۵ به شکل مستقیم ساخته می‌شده و از آن به بعد به شکل منحنی ساخته می‌شود. بر روی لوله سه دکمه مشاهده می‌شود که اولی باعث ازدیاد طول لوله برای بدست آوردن یک پرده بم می‌شود، فشار دکمه دوم صوت را نیم پرده و فشار دکمه سوم یک پرده و نیم پایین می‌آورد.

## تاریخچه

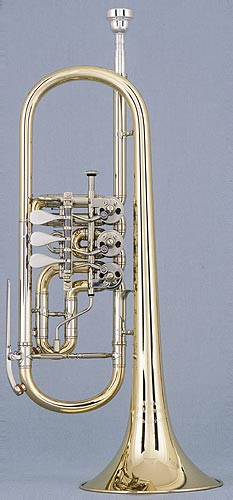
ترومپت

گونه ابتدایی آن را از چوب خیزران و بعدها از شاخ حیوانات ساخته‌اند و در شکارگاه‌ها و هنگامه نبرد به صدا درمی‌آوردند. نوع فلزی آن را یونانیان ابتدا ساختند البته بعدها در اروپا دِنِر نخستین ترومپت فلزی را ساخت. در سده ۷ تا سده ۱۳ میلادی در چین به صورت ترومپت بلند نواخته می‌شد که از انواع آن ترومپت‌های استخوانی خاصره و صدف دریایی است. نوعی ترومپت راست در مصر باستان ویژه امور نظامی و رژه مرسوم بوده که نمونه‌های مسی و نقره‌ای آن را از آرامگاه فرعون توت‌انخ‌آمون بدست آمد. از دوران صفویه ترومپت اروپایی در ایران و ترکیه سازی آشنا بوده‌است.

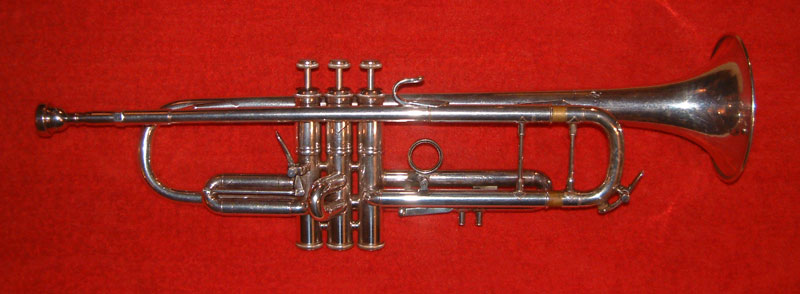
ترومپت